# Claude Cardin
Pour les articles homonymes, voir Cardin.
Claude Cardin (né le 17 février 1941 à Sorel-Tracy, dans la province de Québec au Canada) est un joueur de hockey sur glace.  Il évolue au poste d'ailier gauche.

## Carrière de joueur
En 1956, il débute dans les ligues juniors A, au sein des Royals junior de Sorel, sans jamais avoir joué dans d'autres ligues avant. Réputé pour son intensité, son agressivité et sa combativité, un style de jeu que les arbitres aiment réprimander, il obtient une chance avec les Castors de Sherbrooke en ligue Senior du Québec en 1961.
En 1963-1964, il joue la majeure partie de la saison pour eux, mais ayant signé un contrat avec les Canadiens de Montréal, il obtient 2 essais avec les clubs écoles de cette formation : 3 matchs avec les As de Québec en Ligue américaine de hockey (LAH) et 4 matchs de série éliminatoire avec les Knights d'Omaha en Ligue centrale professionnelle de hockey (LCPH), qui remportent la Coupe Adams. Même s'il n'a pas prit part à la finale, vu qu'il a quand même jouer en série éliminatoire, il fait partie de l'effectif champion.
En 1964-1965, évoluant toujours pour les Castors, il échoue en finale de la coupe Allan et en 1965-1966, il est sacré champion de la coupe Allan avec les Castors et en janvier 1966, il remporte avec eux, en Suède, la coupe Ahearne, ainsi que trois matchs d'exhibition en URSS, au cours d'un desquels Claude grimpa dans les tribunes pour s'expliquer avec un supporter adverse. 
En juin 1967, les Canadiens cèdent ses droits aux Blues de Saint-Louis en échange d'argent. Il réalise un bon camp de pré-saison et joue pour eux le premier match de la saison. Au cours de ce match, un accrochage avec son entraineur, Scotty Bowman, a lieu. Le lendemain, il est rétrogradé et joue pour les Blues de Kansas City en CPHL le reste de la saison. Avec 193 minutes de pénalités, il est le joueur le plus pénalisé de son équipe et le troisième joueur au total de la LCPH cette saison.
En 1968-1969, il dispute 5 matchs avec les Buckaroos de Portland en Western Hockey League (WHL) et le reste avec les Blues de Kansas City dans la Ligue centrale de hockey (LCH), nouveau nom de la CPHL. Fidèle à son habitude, avec 153 minutes de pénalité, il est à nouveau le joueur le plus pénalisé de son équipe et finit au 8e rang de la LCH.
Il commence la saison 1969-1970 avec les Blues de Kansas City, puis il rejoint son ami Yves Cournoyer chez les Vics de Granby en Ligue de hockey senior du Québec.
La saison 1971-1972 est sa dernière au niveau professionnel, il la commence en Eastern Hockey League avec les Blazers de Syracuse, pour qui il dispute 16 parties, avant de rejoindre les Oak Leafs de Des Moines en Ligue internationale de hockey (LIH), avec qui il échoue en finale des séries éliminatoires.
En 1972, il est entraineur-joueur pour l'équipe d'Amqui en Ligue de hockey senior de la Rive-Sud, avec qui il finit champion. Il évolue encore comme entraineur-joueur avec Berthierville jusqu'en 1975, au moment de prendre sa retraite.

## Trophées et récompenses
- Ligue centrale professionnelle de hockey (LCPH)
  - 1963-1964 – Champion avec les Knights d'Omaha[2]
  - 1967-1968 – 3e Joueur le plus pénalisé de la Ligue[7]
  - 1968-1969 – 8e Joueur le plus pénalisé de la Ligue[8]
- Coupe Allan
  - 1964-1965 – Finaliste
  - 1965-1966 – Champion[3]
- Coupe Ahearne
  - 1965-1966 – Champion[4]
- Ligue internationale de hockey (LIH)
  - 1971-1972 – Finaliste des séries éliminatoires [10]

## Transactions
- Le 21 juin 1967, il est échangé par les Canadiens de Montréal aux Blues de Saint-Louis contre de l'argent[6].

## Statistiques
| Saison     | Équipe                    | Ligue      |                            | Saison régulière           | Saison régulière           | Saison régulière           | Saison régulière           | Saison régulière           |                            | Séries éliminatoires       | Séries éliminatoires       | Séries éliminatoires       | Séries éliminatoires | Séries éliminatoires |
| Saison     | Équipe                    | Ligue      | PJ                         | B                          | A                          | Pts                        | Pun                        | PJ                         | B                          | A                          | Pts                        | Pun                        |                      |                      |
| 1962-1963  | Castors de Sherbrooke     | LHSQ       | Statistiques indisponibles | Statistiques indisponibles | Statistiques indisponibles | Statistiques indisponibles | Statistiques indisponibles | Statistiques indisponibles | Statistiques indisponibles | Statistiques indisponibles | Statistiques indisponibles | Statistiques indisponibles |                      |                      |
| 1963-1964  | Castors de Sherbrooke     | LHSQ       | Statistiques indisponibles | Statistiques indisponibles | Statistiques indisponibles | Statistiques indisponibles | Statistiques indisponibles | Statistiques indisponibles | Statistiques indisponibles | Statistiques indisponibles | Statistiques indisponibles | Statistiques indisponibles |                      |                      |
| 1963-1964  | As de Québec              | LAH        | 3                          | 0                          | 0                          | 0                          | 4                          | -                          | -                          | -                          | -                          | -                          |                      |                      |
| 1963-1964  | Knights d'Omaha           | LCPH       | -                          | -                          | -                          | -                          | -                          | 4                          | 0                          | 0                          | 0                          | 0                          |                      |                      |
| 1964-1965  | Castors de Sherbrooke     | LHSQ       | Statistiques indisponibles | Statistiques indisponibles | Statistiques indisponibles | Statistiques indisponibles | Statistiques indisponibles | Statistiques indisponibles | Statistiques indisponibles | Statistiques indisponibles | Statistiques indisponibles | Statistiques indisponibles |                      |                      |
| 1964-1965  | Castors de Sherbrooke     | Allan Cup  | -                          | -                          | -                          | -                          | -                          | 13                         | 10                         | 9                          | 19                         | 50                         |                      |                      |
| 1965-1966  | Castors de Sherbrooke     | LHSQ       | 27                         | 12                         | 25                         | 37                         | 77                         | 12                         | 6                          | 7                          | 13                         | 38                         |                      |                      |
| 1965-1966  | Castors de Sherbrooke     | Allan Cup  | -                          | -                          | -                          | -                          | -                          | 19                         | 6                          | 13                         | 19                         | 56                         |                      |                      |
| 1966-1967  | Castors de Sherbrooke     | LHSQ       | 31                         | 13                         | 34                         | 47                         | 92                         | 10                         | 0                          | 7                          | 7                          | 28                         |                      |                      |
| 1967-1968  | Blues de Saint-Louis      | LNH        | 1                          | 0                          | 0                          | 0                          | 0                          | -                          | -                          | -                          | -                          | -                          |                      |                      |
| 1967-1968  | Blues de Kansas City      | LCPH       | 63                         | 17                         | 35                         | 52                         | 193                        | 6                          | 3                          | 5                          | 8                          | 23                         |                      |                      |
| 1968-1969  | Buckaroos de Portland     | WHL        | 5                          | 0                          | 3                          | 3                          | 0                          | -                          | -                          | -                          | -                          | -                          |                      |                      |
| 1968-1969  | Blues de Kansas City      | LCPH       | 58                         | 10                         | 34                         | 44                         | 153                        | 4                          | 1                          | 1                          | 2                          | 4                          |                      |                      |
| 1969-1970  | Blues de Kansas City      | LCH        | 3                          | 1                          | 2                          | 3                          | 5                          | -                          | -                          | -                          | -                          | -                          |                      |                      |
| 1969-1970  | Saints de Saint-Hyacinthe | LHSQ       | Statistiques indisponibles | Statistiques indisponibles | Statistiques indisponibles | Statistiques indisponibles | Statistiques indisponibles | Statistiques indisponibles | Statistiques indisponibles | Statistiques indisponibles | Statistiques indisponibles | Statistiques indisponibles |                      |                      |
| 1970-1971  | Blazers de Syracuse       | EHL        | 16                         | 3                          | 9                          | 12                         | 12                         | -                          | -                          | -                          | -                          | -                          |                      |                      |
| 1970-1971  | Oak Leafs de Des Moines   | LIH        | 29                         | 10                         | 17                         | 27                         | 20                         | 14                         | 3                          | 10                         | 13                         | 34                         |                      |                      |
| Totaux LNH | Totaux LNH                | Totaux LNH | 1                          | 0                          | 0                          | 0                          | 0                          | -                          | -                          | -                          | -                          | -                          |                      |                      |